# Gornji Laduč
Gornji Laduč – wieś w Chorwacji, w żupanii zagrzebskiej, w gminie Brdovec. W 2011 roku liczyła 826 mieszkańców.